# پسر جهنمی (فیلم ۲۰۱۹)
پسر جهنمی (انگلیسی: Hellboy) یک فیلم ژانر ابرقهرمانی به کارگردانی نیل مارشال و نویسندگی مایک میگنولا است که بر پایه شخصیتی به همین نام از دارک هورس کامیکس ساخته شده است. دیوید هاربر در نقش اصلی فیلم ظاهر شده است و بازیگرانی همچون
میلا یوویچ، ایان مک‌شین، ساشا لین، پنلوپه میچل و دنیل دای کیم نیز در فیلم حضور دارند.
پسر جهنمی در تاریخ ۱۲ آوریل ۲۰۱۹ توسط لاینزگیت فیلمز اکران شد. فیلم با واکنش منفی منتقدان همراه بود و در زمینه فیلم‌نامه، شخصیت‌پردازی و خشونت بیش از حد مورد انتقاد قرار گرفت. با این حال منتقدان، عملکرد هاربر و میلا یوویچ و همچنین گریم فیلم را ستایش کردند.

## بازیگران
- دیوید هاربر[۷]
- ایان مک‌شین
- میلا یوویچ
- ساشا لین
- پنلوپه میچل
- دنیل دای کیم
- سوفی اوکوندو
- الیستر پیتری
- برایان گلیسون